# ألبرتو ليراس كامارغو
ألبرتو ليراس كامارغو (بالإسبانية: Alberto Lleras Camargo) ـ (3 يوليو 1906 ـ 4 يناير 1990) هو صحفي ودبلوماسي كولومبي ولد في بوغوتا، وكان الرئيس العشرين لكولومبيا في الفترة من 7 أغسطس 1958 إلى 7 أغسطس 1962، كما كان أول أمين عام لمنظمة الدول الأمريكية (30 أبريل 1948 ـ 1 أغسطس 1954).

## روابط خارجية
- ألبرتو ليراس كامارغو على موقع الموسوعة البريطانية (الإنجليزية)
- ألبرتو ليراس كامارغو على موقع مونزينجر (الألمانية)